# آنلا
آنلا (به ایتالیایی: Anela) یک کومونه در ایتالیا است که در استان ساساری واقع شده‌است.

## خصوصیات
آنلا ۳۷٫۰ کیلومترمربع مساحت و ۷۶۴ نفر جمعیت دارد و ۴۴۶ متر بالاتر از سطح دریا واقع شده‌است.